# سورن (شهر)

سورِن (فرانسوی: Suresnes‎؛ ‏تلفظ فرانسوی: [syʁɛn] ()) شهری در شهرستان او-دو-سِن در ناحیه ایل-دو-فرانس با جمعیت ۴۴٬۱۹۷ نفر در کشور فرانسه واقع شده‌است.